# 노력항시외버스정류장
노력항시외버스정류장은 전라남도 장흥군 회진면 노력도1길 465 (덕산리) 노력항에 위치한 시외버스 터미널이다. 전산망을 이용한 발매 시스템이 설치되어 있지 않아 현장구입만 가능하다. 고속버스 전산망상의 터미널 번호는 579이다.

## 운행 노선

### 고속버스
| 운행 노선         | 운행업체 | 운행구간 | 운행구간 | 운행구간 | 경유지           | 배차 간격 | 시간표 |
| ----------------- | -------- | -------- | -------- | -------- | ---------------- | --------- | ------ |
| 노력항 → 서울호남 | 금호고속 | 노력항   | →        | 서울호남 | 회진, 장흥, 영암 | 1회       | 16:05  |

## 같이 보기
- 장흥시외버스터미널
- 장흥시외버스정류장시간표
- 장흥군내버스정류장시간표